# Podpleče
Podpleče – wieś w Słowenii, w gminie Cerkno. W 2018 roku liczyła 19 mieszkańców.